# Фамуляк Григорій Васильович
Григорій Васильович Фамуляк (нар. 1 лютого 1983, Скнилів) — український футболіст, що грав на позиції нападника і півзахисника. Відомий за виступами в низці українських команд, найбільш відомий за виступами в складі львівських «Карпат» у вищій українській лізі.

## Кар'єра футболіста
Григорій Фамуляк розпочав займатися футболом у школі львівських «Карпат», і з 1998 року розпочав виступи в професійному футболі у складі львівського клубу, проте грав переважно за фарм-клуби головної команди «Карпати-2» і «Карпати-3», та за весь час виступів у складі львівського клубу до 2002 року зіграв у головній команді «Карпат» лише 1 матч у вищій українській лізі 19 червня 2001 року проти криворізького «Кривбасу».
У 2004 році, після невеликої перерви у виступах за професійні команди, Григорій Фамуляк став гравцем команди першої ліги «Спартак» з Івано-Франківська, проте до кінця сезону зіграв у її складі лише 1 матч чемпіонату, та більшість часу проводив у складі фарм-клубу івано-франківської команди «Спартак-2» з Калуша. На початку сезону 2004—2005 років футболіст перейшов до складу команди другої ліги «Рава», в якій грав до кінця сезону 2005—2006 років. Після закінчення виступів за «Раву» Фамуляк грав у аматорських командах Львівської області. На початку 2009 року футболіст перейшов до клубу другої ліги «Арсенал» з Білої Церкви, проте за півроку завершив виступи в професійному футболі, й до 2021 року грав у низці аматорських команд Львівської області.

## Виступи за збірні
У 2001 році Григорій Фамуляк викликався до складу юнацької збірної України на матчі кваліфікаційного раунду юнацького чемпіонату Європи 2002 року, проте на поле не виходив.